# Commandant des Forces navales algériennes
Le commandant des Forces navales est l'officier militaire de rang le plus élevé des Forces navales algériennes.
L'actuel commandant des Forces navales est le général major Mahfoud Benmeddah, depuis le 7 janvier 2021.

## Historique
Le commandement des Forces navales a été successivement confié au :
- Colonel Mohamed Benmoussat dit « l’Amiral » (1962-1978)
- Général Rachid Benyelles (1978-1984)
- Général Abdelmadjid Cherif (1984-1987)
- Général Kamel Abderrahim (1987-1988)
- Général Abdelmadjid Taghit (1988-1992)
- Général major Chabane Ghodbane (1992-2000)
- Général Brahim Dadci (2000-2002)
- Général Mohand Tahar Yala (2002-2005)
- Général major Malek Necib (2005-2015)
- Général major Mohamed Larbi Haouli (2015-2021)
- Général major Mahfoud Benmeddah (depuis janvier 2021)